# Lipec
Lipec je obec ležící v okrese Kolín asi 14 km severovýchodně od Kolína. Má 182 obyvatel.
Lipec je také název katastrálního území o rozloze 3,89 km2.

## Historie
První písemná zmínka o obci pochází z roku 1409.
Dne 25. dubna 2018 bylo schváleno usnesením výboru pro vědu, vzdělání, kulturu, mládež a tělovýchovu udělení znaku a vlajky obce.

### Územněsprávní začlenění
Dějiny územněsprávního začleňování zahrnují období od roku 1850 do současnosti. V chronologickém přehledu je uvedena územně administrativní příslušnost obce v roce, kdy ke změně došlo:
- 1850 země česká, kraj Jičín, politický okres Nový Bydžov, soudní okres Chlumec[6]
- 1855 země česká, kraj Jičín, soudní okres Chlumec
- 1868 země česká, politický okres Nový Bydžov, soudní okres Chlumec
- 1939 země česká, Oberlandrat Kolín, politický okres Nový Bydžov, soudní okres Chlumec nad Cidlinou[7]
- 1942 země česká, Oberlandrat Hradec Králové, politický okres Nový Bydžov, soudní okres Chlumec nad Cidlinou[8]
- 1945 země česká, správní okres Nový Bydžov, soudní okres Chlumec nad Cidlinou[9]
- 1949 Hradecký kraj, okres Nový Bydžov [10]
- 1960 Středočeský kraj, okres Kolín
- 2003 Středočeský kraj, obec s rozšířenou působností Kolín

## Památky v obci
- Kostel Nejsvětější Trojice

## Doprava
Dopravní síť
- Pozemní komunikace – Do obce vede silnice III. třídy. Ve vzdálenosti 2 km vede silnice II/327 Nový Bydžov - Chlumec nad Cidlinou - Týnec nad Labem - Kutná Hora.

- Železnice – Železniční trať ani stanice na území obce nejsou.

Veřejná doprava 2011
- Autobusová doprava – Z obce vedly autobusové linky např. do těchto cílů: Kolín, Týnec nad Labem, Žiželice (dopravce Okresní autobusová doprava Kolín, s. r. o.), Chlumec nad Cidlinou, Chvaletice, Kolín, Týnec nad Labem, Žiželice (dopravce Veolia Transport Východní Čechy, a. s.).

## Galerie

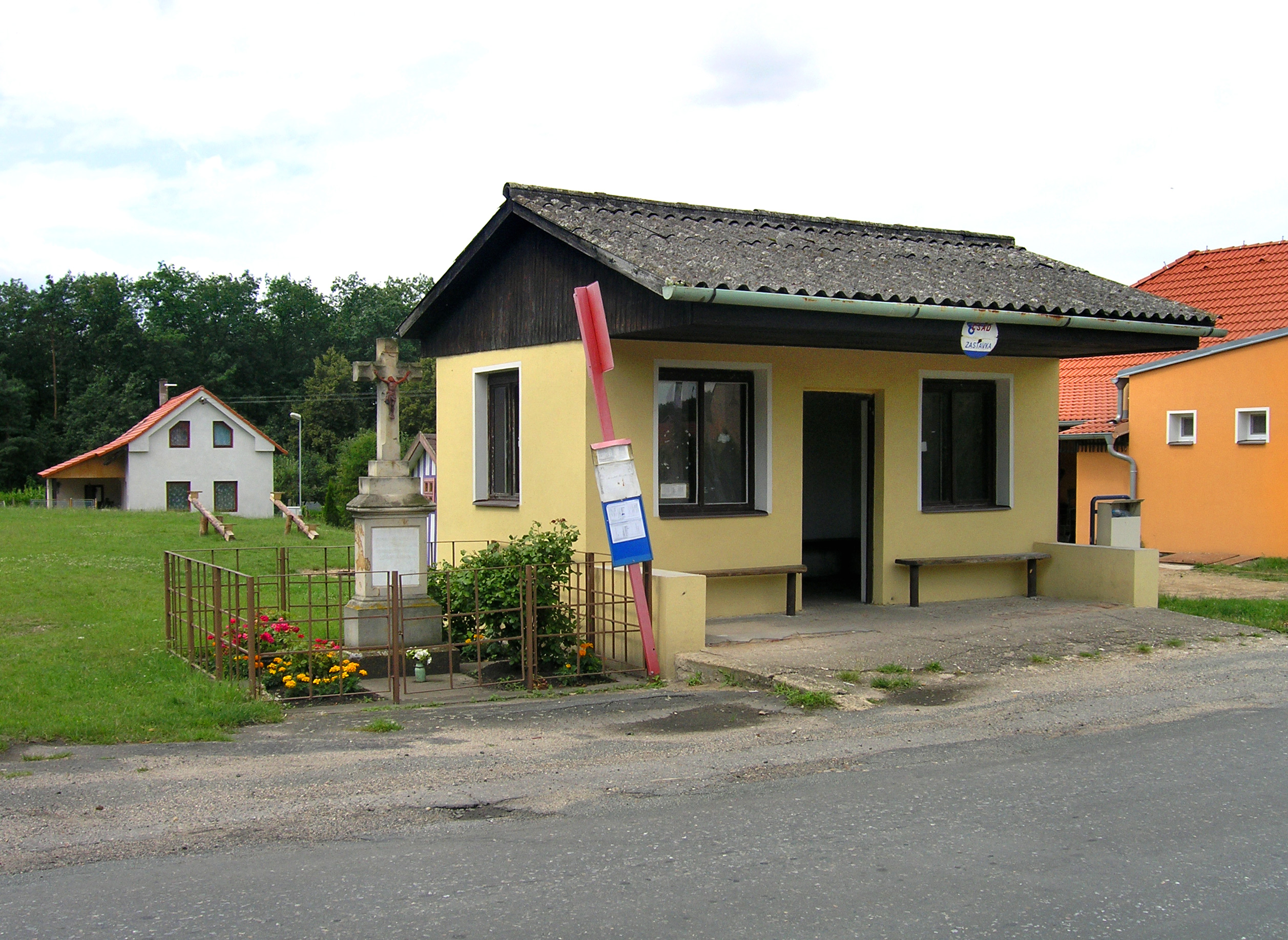
Zastávka s křížkem
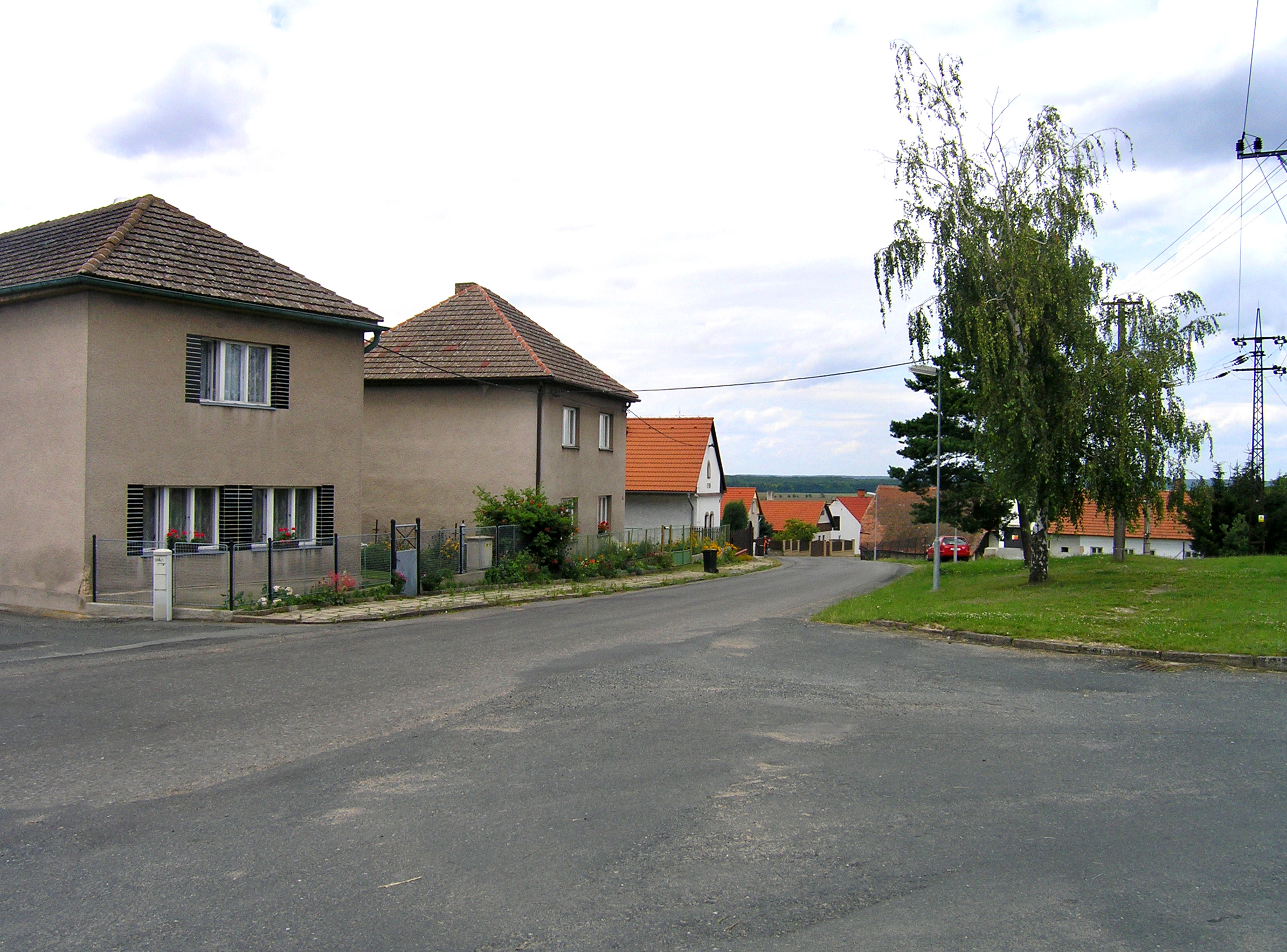
Náves
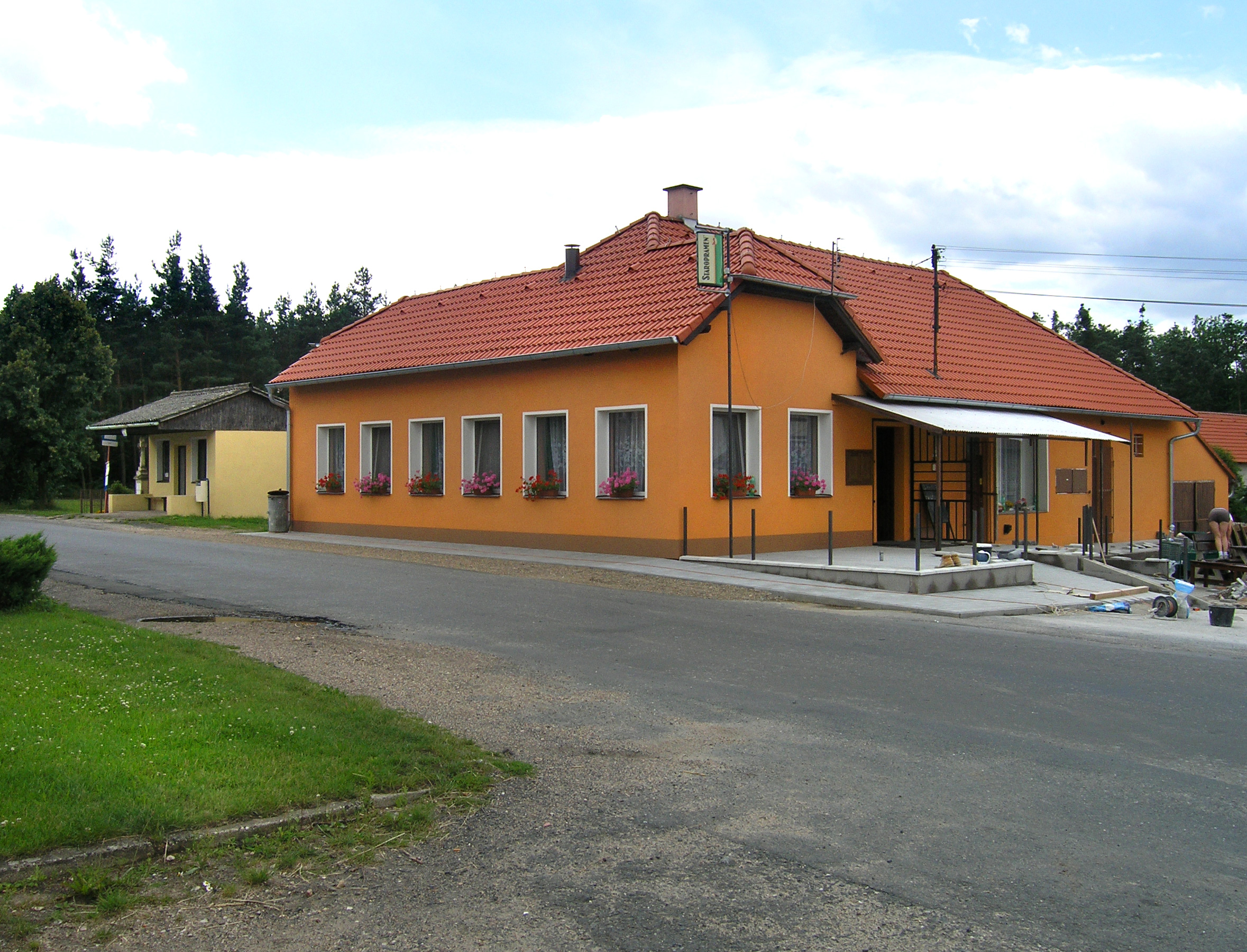
Hostinec
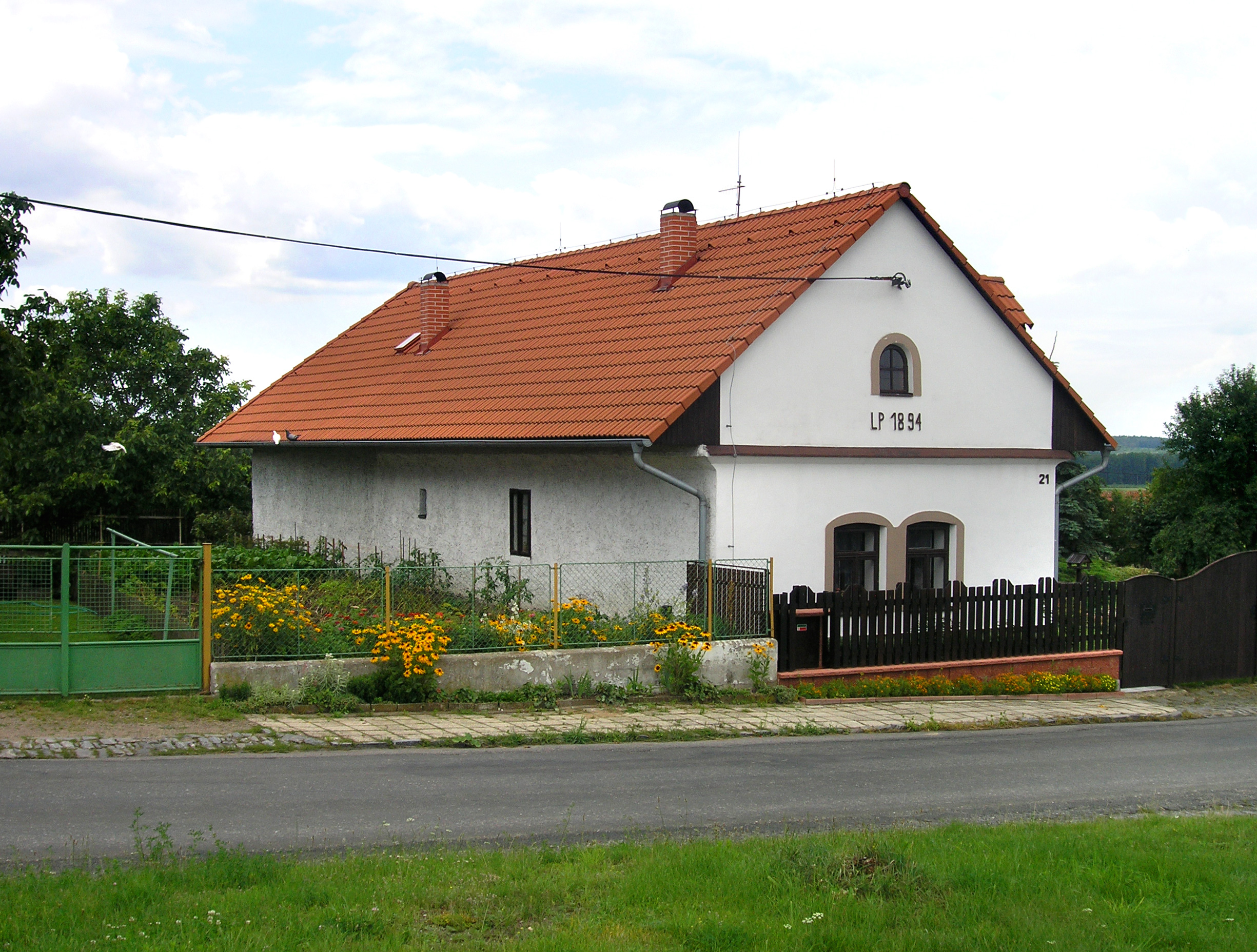
Stavení č.p. 21
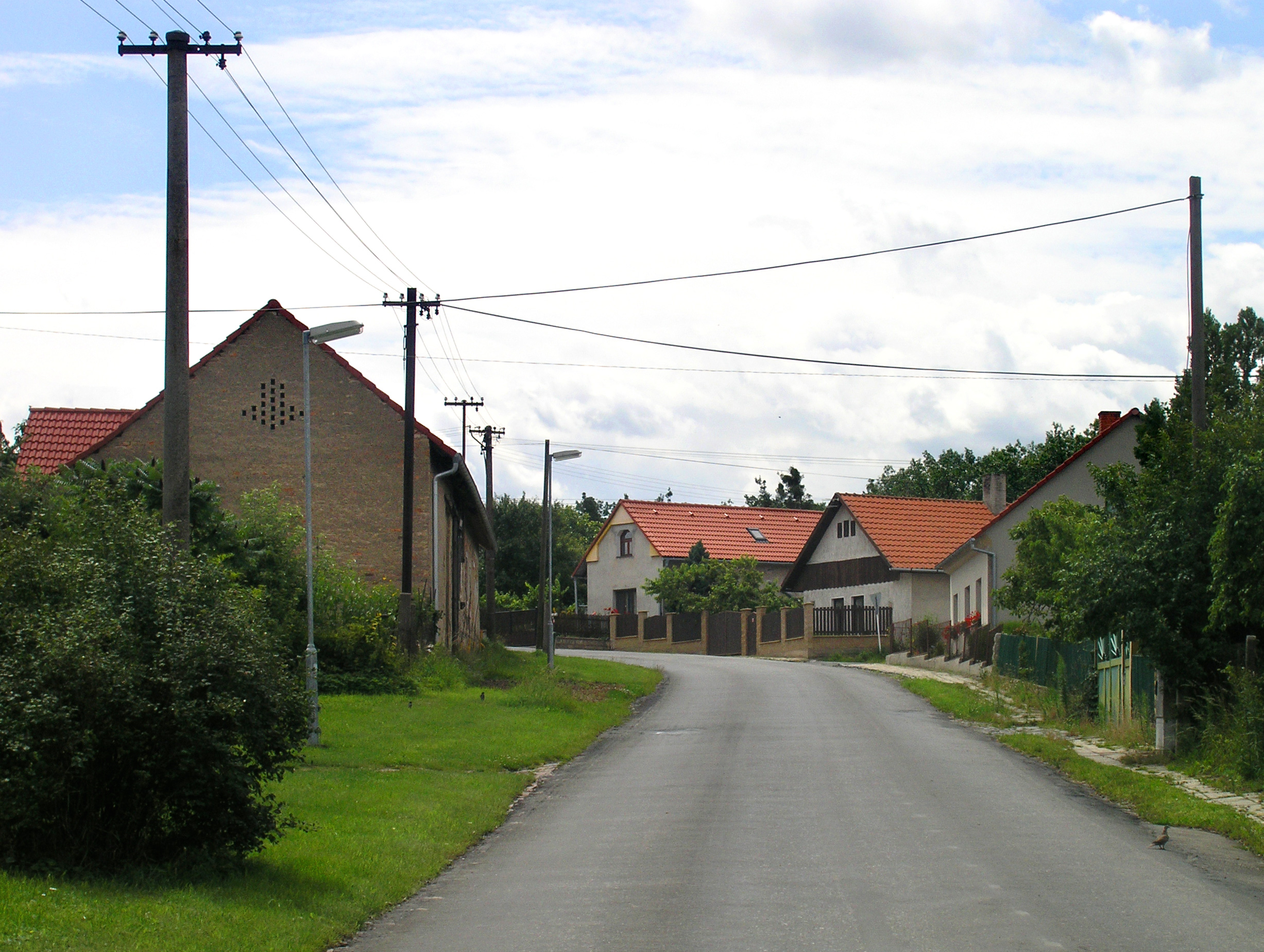
Severní část obce